# بودیسلاف (ناحیه سویتاوی)
بودیسلاف (به چکی: Budislav) یک منطقهٔ مسکونی در جمهوری چک است که در ناحیه سویتاوی واقع شده‌است. بودیسلاف ۸٫۰۵ کیلومتر مربع مساحت و ۴۲۷ نفر جمعیت دارد و ۵۲۰ متر بالاتر از سطح دریا واقع شده‌است.